# ピンポイント (同人サークル)
ピンポイント（pin-point）とは、日本の18禁同人ゲームソフトサークルの1つである。姉妹サークル「キングピン」についても、併せて説明する。

## 概要
18禁商業ゲームを低価格（2000円台）の同人ゲームにダウンサイジングした形で発表する制作スタンスを取っている。
作品傾向は陵辱系。作品紹介上は変態プレイと表現されるプレイが多く、過去作品のエロシーンを収録したダイジェスト作品である『ピンポイントオブピンポイント』シリーズでも変態ベストと表現されている。一部の作品ではDLsite.comの同人部門において月間ダウンロードランキング1位を記録しているほか、他のランキングでも上位記録を持つなど、陵辱系同人ブランドの中では知られたブランドの1つである。

## 作品
ピンポイント
- コスプレ露出研究会
- 巨乳会長VS触手番長
- 爆乳痴漢トレイン 〜ぼくらの勇気 痴漢都市〜
- 性処理白濁プリンセス 〜王宮家庭教師のおしおきレッスン〜
- 哀玩姉妹 〜媚肉廻し喰い
- 異常痴態 〜彼女は僕の実験奴隷〜
- ツンデレ淫乱少女すくみ 〜カラッポになるまで許さないからねっ〜
- 陰湿オタクにイカれる妹（彼女） 〜大事なあの子が寝取られて〜
- 万引き人妻の柔肌 肉刑に処す!! 〜満足するまで反省しませ〜ん〜
- ドスケベビッチな援交○学生（高学年）のセックス三昧夏休み 〜あかり&雪乃〜
- 自称硬派のオレが女になったら思いのほかすげぇビッチだった(*/∇＼*)ｷｬｯ
- ドスケベビッチな○学生のセックス三昧七日間戦争 〜ホームレスからひみつ基地をとり戻せ！〜
- 寝取られ熟母、夏子（41）〜若い男との変態セックスにハマッた本当はドスケベだったお母さん〜
- 輪姦媚薬中毒〜逃げ場無し！1428人の生徒全員にSEXされる令嬢沙也香〜
- AngelBitch!〜淫乱ドスケベ痴ロリと僕のセックス三昧生活〜
- 装甲戦姫プリズムレイカー〜正義のヒロイン屈辱の洗脳催眠調教〜
- 純情アイドル どすけべプロデュース～星空ゆずの種付け搾乳計画書～
- 装甲戦姫プリズムシャイン～正義のヒロイン堕落の洗脳調教～
- ケダモノ(家族)たちの住む家で～大嫌いな最低家族と彼女との寝取られ同居生活～
- 墜落人生～清楚お嬢様のヤクキメタコ部屋売春ライフ～
- 和風清楚な黒髪JKはド変態のフタナリドマゾ～敏感巨根チ○ポは何をされても射精しちゃうっ～
- ハメ得★おりこうJ○ペット綾音&優菜 ～学校で性春!～
- 電車えっちパラダイス
- ハメ得!おりこうJKペット葉月&綾音～学校で性春!～
- 純真で人の頼みを断れない結衣ちゃんに僕だけの中出しオナホになってもらった
- 援交JKアヘらせサプリv(゜ロ゜)v☆アヘ
- 王女&女騎士Wド下品露出～恥辱の見世物奴隷～
- 神装聖姫エレメンティア～屈辱の洗脳催眠～
- 彼女が野球部の性処理マネージャーに… ～体育会系セックスで寝取られて～
- 足りてないいじめハメられっ娘 冬愛ちゃん
- ドスケベビッチな援交◯学生（高学年）のセックス三昧夏休み ～あかり＆雪乃～ HarD版
- 妻が隠していたビデオ… ～元カレ寝取らせ観察記～
- 学園公認! 便女当番 ～爆乳美少女が当番制で性処理してくれちゃう～
- 装煌聖姫イースフィア ～淫虐の洗脳改造～

キングピン
- 火葬パーティー 〜喪服未亡人の淫乳搾り〜
- お姉ちゃんがヤリマンビッチに

## 参加者
原画
- みさくらなんこつ
- ABU
- げげら俊和
- 反村幼児
- 本田直樹
- CHIRO
- ぽよよんろっく
- 武田弘光
- 安藤智也
- hato
- MARIO
- ジェントル佐々木
- 井硲六郎
- MARCYどっぐ
- エレクトさわる
- メメ５０
- にしゆき
- 三色網戸。
- 復八磨直兎
- bbsacon
- 染岡ゆすら（PINK☆DORAGON）
- ねろましん
- 左藤空気

シナリオ
- はやさかうたね
- 有緋える
- 森麻美
- OZ
- ニシカワコトコ